# Aloysia von Liechtenstein

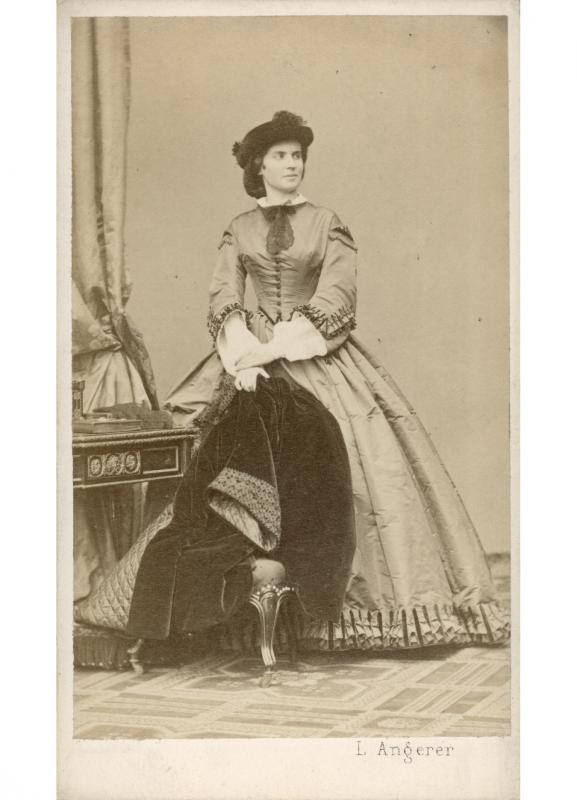
Prinzessin Aloysia von Liechtenstein (1838–1920)

Aloysia Maria Gabriela Hyppolita (* 13. August 1838 auf Schloss Lednice; † 17. April 1920 in Wien) war eine Prinzessin von und zu Liechtenstein und Gräfin Fünfkirchen.

## Leben
Aloysia war eine Tochter von Alois II. Maria Joseph Johann Baptista Joachim Philipp Nerius, Fürst von und zu Liechtenstein (1796–1858) und seiner Frau Franziska einer geborenen Gräfin Kinsky von Wchinitz und Tettau (1813–1881).
Aloysia heiratete in Wien am 22. Mai 1864 Graf Heinrich Fünfkirchen, die Ehe blieb kinderlos.
Beigesetzt ist sie neben ihrem Gemahl in der Familiengruft in Stützenhofen.

## Wirken
Aloysia war für ihr soziales Engagement bekannt. Sie gründete 1904 zur Fürsorge von Obdachlosen und Bedürftigen die Bahnhofsmission Wien, heute eine Einrichtung der Caritas.